# Espace (DF)
Pour les articles homonymes, voir Espace.
Les espaces (DF) sont des espaces localement convexes qui jouent un rôle important en Analyse. Un espace dual d'un espace de Fréchet (ou, plus généralement, d'un espace localement convexe métrisable) est un espace (DF), et réciproquement le dual fort d'un espace (DF) est un espace de Fréchet, ce qui justifie la terminologie. En relation avec les espaces (DF) qu'il a introduits, Grothendieck a défini les espaces quasi-normables et les espaces de Schwartz (au sens général). Un espace (DF) infratonnelé est quasi-normable, et un espace quasi-normable est un espace de Schwartz si, et seulement si toute partie bornée de cet espace est précompacte.

## Espaces (DF)

### Définition
Un espace localement convexe est dit du type (DF) s'il est semi-tonnelé et si sa bornologie canonique admet une base dénombrable,.

### Exemples
Un espace vectoriel normé est un espace de type (DF).
L'espace des distributions à support compact {\displaystyle {\mathcal {E}}^{\prime }(\Omega )} sur un ouvert {\displaystyle \Omega } de {\displaystyle \mathbb {R} ^{n}}, ou plus généralement sur une variété différentielle de dimension finie paracompacte, est un exemple typique d'espace (DF) non normable (l'espace {\displaystyle {\mathcal {E}}(\Omega )} des fonctions indéfiniment dérivables sur {\displaystyle \Omega }, dont {\displaystyle {\mathcal {E}}^{\prime }(\Omega )} est le dual, étant un espace de Fréchet, d'ailleurs réflexif). Il en va de même de l'espace des distributions tempérées {\displaystyle {\mathcal {S}}^{\prime }(\mathbb {R} ^{n})}, dual de l'espace de Schwartz des fonctions déclinantes {\displaystyle {\mathcal {S}}(\mathbb {R} ^{n})}.

### Propriétés
Un espace (DF) dont les parties bornées sont métrisables est infratonnelé.
Un espace limite inductive stricte d'une suite d'espaces (DF) est un espace (DF).
Soit E un espace (DF), F un espace localement convexe séparé complet. Alors l'espace {\displaystyle {\mathcal {L}}(E,F)} des applications linéaires continues de E dans F, muni de la topologie de la convergence uniforme sur les parties bornées, est complet.
Le complété d'un espace (DF) séparé est un espace (DF). Un espace (DF) quasi complet ou semi-réflexif est complet.
Un quotient d'un espace (DF) par un sous-espace fermé est un espace (DF) (en revanche, un sous-espace fermé d'un espace (DF) n'est pas nécessairement un espace (DF)).

## Espaces quasi-normables

### Définition
Soit E un espace localement convexe. Alors E est quasi-normable si, pour toute partie équicontinue A de {\displaystyle E^{\prime }}, il existe un voisinage V de 0 dans E tel que la topologie induite sur A par la topologie forte de {\displaystyle E^{\prime }} soit identique à la topologie de la convergence uniforme sur V.

### Exemples et propriétés
Un espace vectoriel normé est quasi-normable.
Un quotient d'un espace quasi-normable est quasi-normable, et la limite inductive d'une suite d'espaces quasi-normables est quasi-normable. En revanche, un sous-espace vectoriel d'un espace quasi-normable n'est pas nécessairement quasi-normable, mais un sous-espace d'un espace de Schwartz est quasi-normable.
Un espace localement convexe métrisable et quasi-normable est distingué.